# The Way We Were
The Way We Were, conocida en español como Tal como éramos (en España) o Nuestros años felices (en Hispanoamérica), es una película estadounidense de 1973 dirigida por Sydney Pollack y protagonizada por Robert Redford y Barbra Streisand. Ella además interpretó la canción de igual título, premiada con un Óscar y hoy un clásico de su repertorio.

## Argumento

### Década de 1930, en la Universidad
Katie Morosky (Barbra Streisand) es una chica inteligente y una persona que tiene unos ideales muy claros sobre un mundo mejor y más justo para todos, y lucha por ellos sin esconderse ni venirse abajo en un sitio en el que nadie piensa como ella. Es muy profunda, de hecho lo es demasiado, se lo toma todo demasiado en serio. Es una persona que no entiende de estrategias personales y es totalmente transparente, ni siquiera le hacen gracia las bromas. No cae bien a la primera impresión, pero quien la conoce, la quiere, porque tiene un corazón puro. Ella está enamorada de Hubbell (Robert Redford).
Hubbell Gardiner es chico muy guapo e inteligente, pero es más individualista; le gusta disfrutar de la vida. Tiene un carisma excepcional y se mete a la gente en el bolsillo, y además escribe muy bien.  Él admira la forma en que ella se enfrenta a los demás defendiendo su causa justa, y le resulta atractiva.

### Década de 1940, ambos trabajan y se reencuentran en una fiesta
Katie trabaja en la radio y milita en el partido Comunista de los Estados Unidos. Hubbell es oficial de la Armada de los Estados Unidos. Comienzan una relación amorosa. Ella está muy enamorada de él y se lo demuestra, él le coge mucho cariño, se siente muy bien con ella porque es una persona que lo comprende, que lo admira y lo aconseja, y también se enamora.
Pero hay una cosa que él no soporta de ella, y es que no puede estar con ella en cualquier situación. Siempre llama la atención; no permite los chistes incorrectos, siempre se ha de quejar cuando ve una injusticia por muy pequeña que sea, no soporta las cosas superficiales, etc.
Entonces él la deja, pero vuelven en seguida porque ella promete cambiar, y lo hace, y ella intenta caer mejor a la gente que a él le rodea, callándose muchas cosas y siendo tolerante con las cosas que a Hubbell le gustan, como aceptar un trabajo de guionista en Hollywood. Él prospera mucho, se casan y ella espera esperar un hijo. Son muy felices.
Pero entonces en el mundillo de Hollywood conocen gente afín a sus ideales, con las que ella hace grandes amistades en un contexto en el que el Gobierno imponía la censura, y todo comunista era considerado peligroso. Las películas con contenido político afín a la izquierda eran censuradas y los que trabajaban en ellas enviados a la cárcel por actividades antiestadounidenses.
Ella quiere ir con sus amigos a manifestarse por la libertad de expresión. Él intenta impedir que lo haga diciéndole que piense en lo mejor para ellos, no en el mundo en general; que las personas son más importantes que una causa o que los principios, que no va a conseguir nada más que perjuicios para ellos dos. Pero ella le contesta: Hubbell las personas son sus principios.
Y ese es el principio del fin. Son incompatibles, aunque se quieren con locura. En el momento en que ella decide actuar por sus ideales, el llega a engañarla y ese es el último fin de esta relación.

### Década de 1960, ambos se reencuentran en Nueva York
Él tiene mucho éxito y es feliz. Su ideal es él mismo y se ha casado nuevamente. Ella sigue con su lucha y también es feliz. También se ha casado. Él le dice, sonriendo, Estás estupenda, te has vuelto a dejar el pelo rizado y ella le contesta, Así es como lo llevo cuando puedo ser yo misma.
Se abrazan sabiendo que se quieren el uno al otro más que a sus parejas, y se desean lo mejor.

## Reparto
- Barbra Streisand ..... Katie Morosky
- Robert Redford ..... Hubbell Gardiner
- Patrick O'Neal ..... George Bissinger
- Sally Kirkland ..... Pony Dunbar
- James Woods ..... Frankie McVeigh
- Susan Blakely ..... Judianne
- Bradford Dillman ..... J.J.
- Lois Chiles ..... Carol Ann
- Viveca Lindfors ..... Paula Reisner
- Allyn Ann McLerie ..... Rhea Edwards
- Murray Hamilton ..... Brooks Carpenter
- Herb Edelman ..... Bill Ve

## Premios
- Premio Oscar 1974: a la mejor música (Marvin Hamlisch) y a la mejor canción (Marvin Hamlisch, Alan Bergman y Marilyn Bergman).
- Premio Grammy 1975: a la mejor música para película.
- Premio Globo de Oro 1974:  a la mejor canción original (The Way We Were).
- Premio ASCAP 1987: a la canción  The Way We Were.

## Comentarios
Barbara Streisand interpreta el tema central de la película: The Way We Were.
- Datos: Q910900